# سيندي برادلي
سيندي برادلي (بالإنجليزية: Cindy Bradley)‏ هي عازفة الجاز وملحنة أمريكية، ولدت في 11 ديسمبر 1977 في نورث توناواندا في الولايات المتحدة.

## وصلات خارجية
- سيندي برادلي على موقع ميوزك برينز (الإنجليزية)
- سيندي برادلي على موقع ديسكوغز (الإنجليزية)